# Nora Twomey
Nora Twomey (Cork, 31 de outubro de 1971) é uma cineasta e animadora irlandesa. Foi indicada ao Oscar de melhor animação na edição de 2018 por The Breadwinner.

## Filmografia
- The Breadwinner (2017)
- Song of the Sea (2014)
- Somewhere Down the Line (2014)
- Escape of the Gingerbread Man!!! (2011)
- The Secret of Kells (2009)
- Old Fangs (2009)
- Backwards Boy (2004)
- Los Reyes Magos (2003)
- From Darkness (2002)